# Berenice de Quio
Berenice de Quio (em grego:  Βερενίκη Bereníke; morta em 72/71 a.C.) foi uma nobre grega da ilha de Quio que se tornou a terceira esposa do rei Mitrídates VI do Ponto.

## Biografia
Em 86 a.C., Mitrídates VI, por meio de um de seus generais, deportou os habitantes de Quio, a capital da ilha grega de Quio. Então Mitrídates distribuiu a terra aos colonos pontianos que ele trouxe.
Em algum momento, Mitrídates VI conheceu Berenice, que era cidadã da capital de Quio. Ela se tornou uma de suas amantes e, eventualmente, sua terceira esposa. Pouco se sabe sobre o relacionamento deles. É possível que Mitrídates VI renomeou a capital Quio em homenagem a Berenice. A cidade recebeu seu nome até que os romanos anexaram a ilha por volta de 85 a.C.

## Morte
Por volta de 72 ou 71 a.C., Plutarco relata que Mitrídates VI ordenou que sua família se suicidasse para evitar a captura pelo cônsul romano Lúculo, que o perseguia. Berenice decidiu tirar a vida com veneno, mas quando sua mãe, que estava ao seu lado, pediu um pouco, ela compartilhou com ela. A quantia compartilhada acabou matando sua mãe, que era mais velha, mas não teve efeito nela, e posteriormente ela foi estrangulada por um homem da guarda do palácio.